# Odległość rzeczywista
Odległość rzeczywista – pojęcie, którego używa się w strzelectwie oraz artylerii.
Oznacza ona:
1. odległość od punktu początkowego toru pocisku, którym jest wylot lufy broni do punktu, w który uderza pocisk tzn. przeszkodę, teren itp.[1]
2. odległość od danej broni, którą może być działo, karabin itp. do celu mierzona wzdłuż linii celowania[1].